# Otto Boelitz
Otto Boelitz, född 18 april 1876 och död 29 december 1951, var en preussisk pedagog och politiker.
Boelitz blev 1915 rektor för det statliga gymnasiet i Soest. Boelitz, som 1919 var medlem av den konstituerade preussiska landsförsamlingen och 1921 ledamot av lantdagen för Deutsche Volkspartei, förestod 1921-25 statsministeriet för vetenskap, konst och undervisning. På de posten motarbetade han den konfessionslösa pedagogiska inriktningen.